# 長野県文化振興事業団

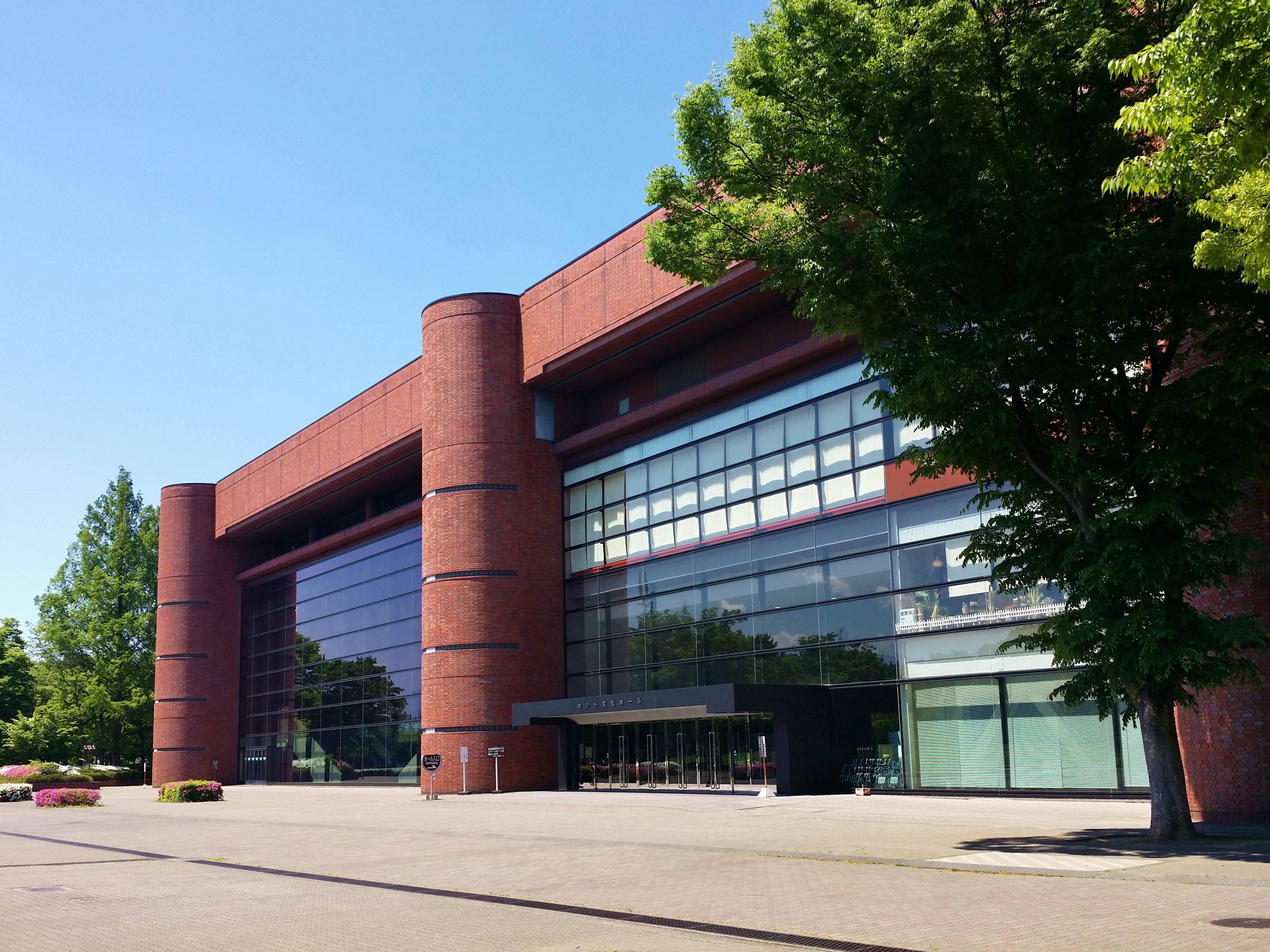
長野県文化振興事業団が入居するホクト文化ホール

一般財団法人長野県文化振興事業団（ながのけんぶんかしんこうじぎょうだん）は、長野県の文化施設管理運営のため設立された、県100%出資の法人（外郭団体）である。県の行政の一部を担う（行政の代替、補完）団体として、県の主導で設立・運営（県から人材、資金等）するものとし、1979年に設立された。2014年1月から理事長として元文化庁長官の近藤誠一が就任。

## 概要
長野県が学識経験者4人で組織した「県出資等外郭団体見直し専門委員会」が、2003年11月の中間報告で指定管理者制度導入により、事業団に限定して施設の管理運営を委託する必要はもはやないものと事業団廃止を打ち出した。それを受けた県民のパブリックコメントには、一般市民から施設の利用に当たっては、舞台専門職員によるきめ細かな助言やサービスが必要であると、事業団の存続を求める声が多く寄せられた。事業団の専門職員がこれまで培ってきた文化行政における独自のノウハウが認められ、2004年廃止団体から県関与を見直すものとしつつ、存続団体と転換した。
2006年当初、信濃美術館（非公募）を除くと、ホクト文化ホール等の指定管理業務は全て公募であった。キッセイ文化ホール、佐久創造館の2館について競争により指定から外れたものの、2009年にキッセイ文化ホールの指定を取り戻すこととなる。
これまで全国の他団体と同様に有期雇用職員を主体とすることにより人件費を抑制し、コスト面で指定管理者制度に対応してきたが、舞台制作業務の専門的ノウハウや芸術的専門性の蓄積のためには、長期的な人材育成が必要不可欠である。
これら視点が長野県から認められ、2015年から飯田創造館を除き、3文化会館が非公募となる。さらに、当事業団では、平成31年3月に行動計画及び人材育成計画を策定し、組織力の強化を進めている。

## 管理する施設
- 長野県県民文化会館（ホクト文化ホール）
- 長野県伊那文化会館
- 長野県松本文化会館（キッセイ文化ホール、2009年4月以降）
- 長野県立美術館
- 長野県飯田創造館
- 長野県埋蔵文化財センター